# کیرا کاکرین
کیرا کاکرین (انگلیسی: Kira Cochrane؛ زادهٔ ۱۹۷۷ (۴۷–۴۸ سال)) روزنامه‌نگار و نویسنده اهل بریتانیا است. او در حال حاضر به عنوان سرپرست در روزنامه گاردین کار می‌کند.
کاکرین طرفدار حقوق زنان و همچنین از فعالان موج چهارم جنبش فمینیست است.